# Amphicoma laosana
Amphicoma laosana är en skalbaggsart som beskrevs av Keith 2007. Amphicoma laosana ingår i släktet Amphicoma och familjen Glaphyridae. Inga underarter finns listade i Catalogue of Life.